# Museu Literário da Estónia

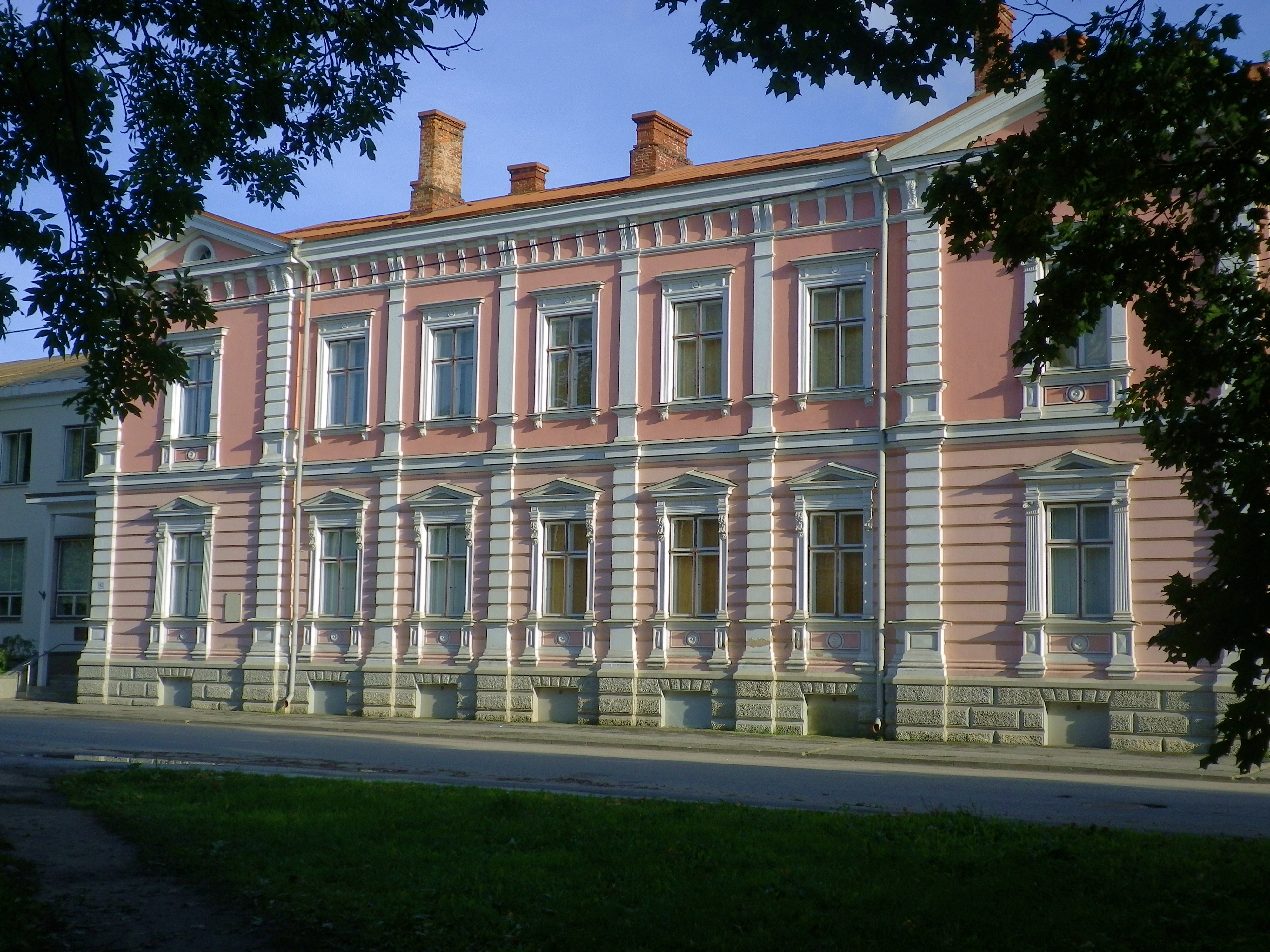
Edifício do Museu Literário da Estónia em Tartu

O Museu Literário da Estónia (MLE; em estoniano:  Eesti Kirjandusmuuseum) é um instituto nacional de pesquisa do Ministério da Educação e Pesquisa da República da Estónia . A sua missão é melhorar o património cultural da Estónia, recolher, preservar, pesquisar e publicar os resultados. O actual chefe do Museu Literário da Estónia é Piret Voolaid.